# Zungenbart

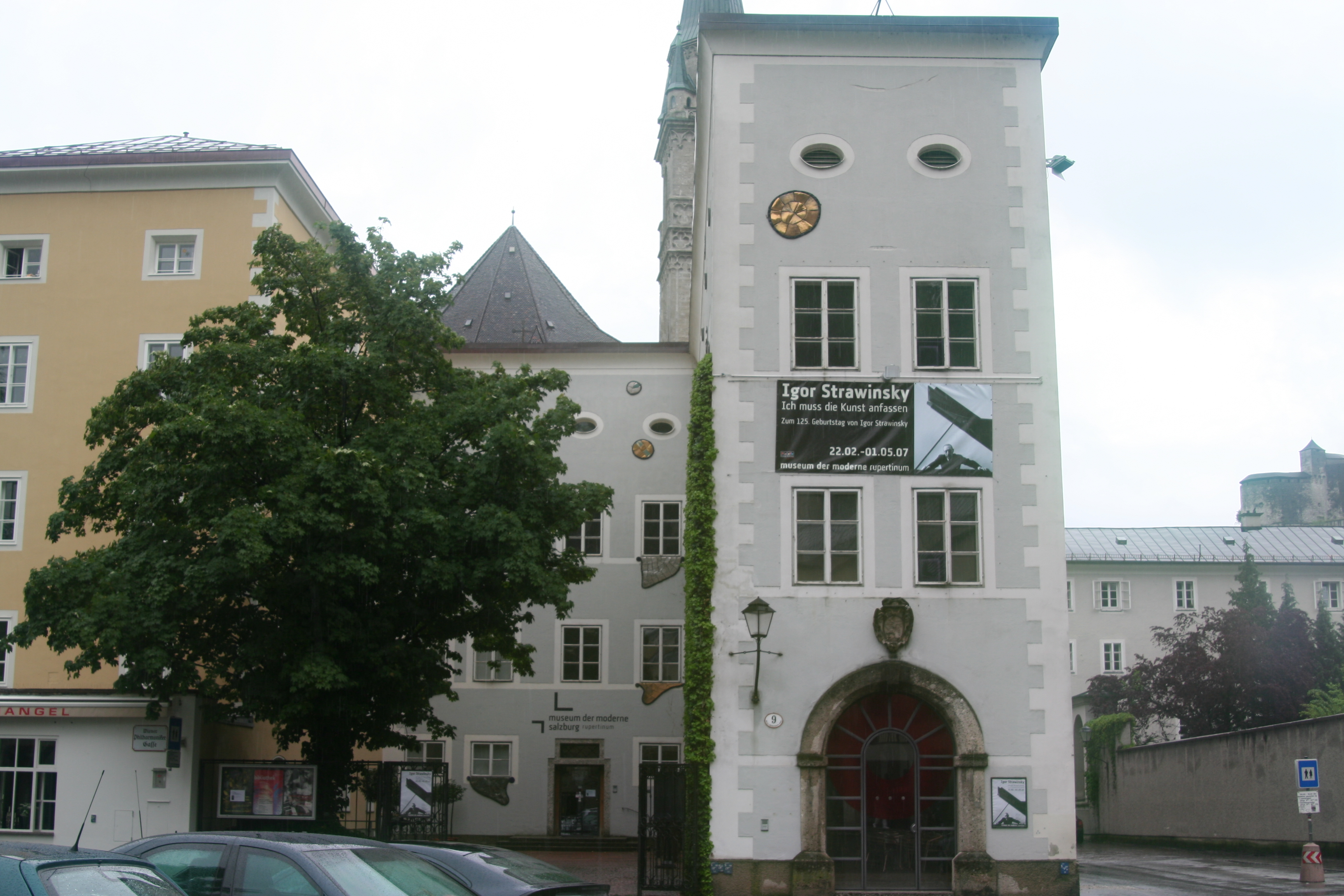
Zungenbarty na fasadzie Rupertinum w Salzburgu

Zungenbart – element dekoracji okna wykonany najczęściej z płytek ceramicznych, zaproponowany przez austriackiego artystę Friedensreicha Hundertwassera. Nazwa odnosi się do kształtu dekoracji: Zunge oznacza w języku niem. język, Bart – brodę.
W opublikowanym w 1972 manifeście Dein Fensterrecht – Deine Baumpflicht Hundertwasser głosił, iż każdy ma prawo zgodnie ze swoim gustem ozdobić swoje okno i fasadę na tyle, na ile zdoła sięgnąć ręką.
W 1981 w Salzburgu otworzono muzeum sztuki nowoczesnej Moderne Galerie und Graphische Sammlung Rupertinum. Muzeum znajdowało się w siedemnastowiecznym budynku, który stał na starówce i niczym się nie odznaczał. Hundertwasser zaproponował ozdobienie fasad dekoracjami wokół okien. W 1982 wokół niektórych okien zamontowano zdobienia nazwane zungenbartami, jednak pod wpływem protestów zostały one usunięte. Dopiero po pewnym czasie, kiedy szeroki ogół społeczeństwa zaczął akceptować sztukę Hundertwassera, zwłaszcza po poświęconej mu w 1987 wystawie, dekoracje zostały na nowo zamontowane.
Zungenbarty są typowymi elementami stylu Hundertwassera.